# Méryt-Ptah (médecin dans l'Égypte antique)
Pour l’article homonyme, voir Méryt-Ptah.
Méryt-Ptah (« Aimée du Dieu Ptah ») était considérée comme un médecin de l'Égypte antique de l'âge du bronze. Cependant, des recherches récentes ont conclu qu'elle n'a probablement jamais existé,. Elle était connue pour être la première femme de l'histoire mentionnée comme médecin, et peut-être la première femme mentionnée comme scientifique.
Apparemment son fils, qui était un grand prêtre, parle d'elle comme étant le « médecin en chef ». Une représentation de Méryt-Ptah est présente sur une tombe dans la nécropole près de la pyramide à degrés de Saqqarah.
Elle ne doit pas être confondue avec Méryt-Ptah, la femme de Ramosé, le gouverneur de Thèbes et vizir sous Akhenaton, qui est décrit comme son mari dans la tombe TT55 à Cheikh Abd el-Gournah.

## Cratère
L'Union astronomique internationale a nommé un cratère de Vénus en son honneur, le cratère Merit Ptah.